# Poloma (geslacht)
Poloma is een geslacht van vlinders van de familie Eupterotidae.

## Soorten
- P. angulata Walker, 1855
- P. castanea Aurivillius, 1901
- P. incompta Walker, 1865
- P. nigromaculata Aurivillius, 1893